# Danyil Abakšyn
Danyil Andrijovyč Abakšyn (in ucraino Даниіл Андрійович Абакшин?; 22 dicembre 1997) è un giocatore di calcio a 5 ucraino.

## Carriera
Il 7 aprile 2021 Abakšyn ha debuttato nella nazionale maschile di calcio a 5 dell'Ucraina nella partita vinta per 6-2 contro la Danimarca valida per le qualificazioni al campionato europeo. Nell'occasione, Abakšyn ha realizzato le sue prime due reti in nazionale. L'anno seguente viene incluso tra i convocati per il campionato europeo 2022, concluso dagli ucraini al quarto posto.

## Palmarès

### Club
- Campionato ucraino: 1
Uragan: 2020-21
- Coppa d'Ucraina: 2
Uragan: 2018-19, 2019-20

### Individuale
- Capocannoniere della Ekstra-Liha: 2
2019-20 (17 gol), 2020-21 (24 gol)